# Siła odwagi
Siła odwagi (fr. Les femmes de l'ombre) – francuski film wojenny z 2008 roku.

## Treść[1]
Maj, 1944 rok. Pięć francuskich tajnych agentek zostaje zrzuconych na teren okupowanej przez Niemców Francji. Ich misją jest przewiezienie do Anglii rannego naukowca, posiadającego ważne informacje na temat lądowania aliantów w Normandii.

## Obsada
- Sophie Marceau - Louise Desfontaines
- Julie Depardieu - Jeanne Faussier
- Marie Gillain - Suzy Desprez
- Déborah François - Gaëlle Lemenech
- Moritz Bleibtreu - SS-Standartenführer Karl Heindrich
- Maya Sansa - Maria Luzzato
- Julien Boisselier - Pierre Desfontaines
- Vincent Rottiers - Eddy
- Volker Bruch - SS-Obersturmführer Becker